# Toma de Aquino
Toma de Aquino (n. circa 1225, Aquino, Regatul Siciliei – d. 7 martie 1274, Mănăstirea Fossanova, Statul Papal, azi comuna Priverno, Italia) a fost un călugăr dominican, teolog, filosof, doctor al Bisericii. A fost venerat ca sfânt încă din timpul vieții.

## Viața
Data nașterii lui Toma de Aquino nu este cunoscută cu exactitate. S-a născut în castelul Roccasecca, aproape de Napoli, fiind al șaptelea fiu al contelui Landulf din marea casă feudală Aquino. La vârsta de 5 ani, Toma a fost trimis de tatăl său la mănăstirea benedictină de la Monte Cassino. După nouă ani de studii elementare și-a întrerupt educația atunci când mănăstirea a fost ocupată de trupe în cursul unui conflict dintre papă și împăratul romano-german. A fost trimis la Universitatea din Napoli; acolo a studiat cele șapte arte liberale ale gramaticii, logicii, retoricii, aritmeticii, geometriei, muzicii și astronomiei.
Își începe educația în filosofie odată cu studiul "artelor" logicii și astronomiei: citește tratatele logice ale lui Aristotel și comentariile învățaților ulteriori și este familiarizat cu lucrările științifice și cosmologice ale lui Aristotel de către un profesor numit Peter din Irlanda.
În 1244 Toma devine călugăr dominican, spre marea supărare a familiei, care aștepta cu nerăbdare ca el să ajungă monah și abate benedictin. Tatăl lui Toma murise, însă restul familiei și-a manifestat atât de limpede supărarea, încât dominicanii au decis să-l trimită la Paris, pentru mai multă siguranță. Pe drumul într-acolo, este răpit de frații săi mai mari și închis mai mult de un an în castelul de la Roccasecca. Câtă vreme a fost închis, Toma a scris două mici tratate de logică formală: un manual de greșeli care pot apărea în exemplele de raționamente standard și un fragment asupra propozițiilor modale.
La câtva timp după ce a fost eliberat din celula sa, Toma a plecat la școala dominicană de la Köln, unde a studiat din 1248 până în 1252 cu Albertus Magnus. Sub influența lui, Toma a învățat să aprecieze geniul enciclopedic al lui Aristotel, ale cărui lucrări complete deveniseră abia cu puțin timp înainte disponibile în traducere latină.
Era un elev tăcut și meditativ, avea o constituție masivă, era lent în mișcări și imperturbabil de calm; colegii îl tachinau spunându-i "Bou Taciturn" însă erau plini de admirație pentru notițele lui. Acest bou taciturn va umple întreaga lume cu mugetul său a spus Albertus.
În 1252 avea 27 de ani, era de doi ani preot, însă prea tânăr, după standardele vremii, pentru a începe studiile avansate. Albertus l-a convins pe Magistrul General al dominicanilor de excepționala capacitate a lui Toma, care a fost trimis la Paris spre a obține bacalaureatul canonic și spre a începe să țină cursuri teologice apte de a-l califica pentru titlul de licențiat canonic.
În 1256 a căpătat titlul de Magistru și preia catedra de teologie iar în 1259 pleacă pentru șase ani în Italia. Cea mai importantă realizare a primei părți din acest sejur italian a fost ducerea la bun sfârșit a unei lucrări începute la Paris: Summa contra Gentiles. Toma  a fost luat în slujba lui Papa Urban al IV-lea ca scriitor de rugăciuni și imnuri. În 1265, după moartea papei Urban, d’Aquino a fost trimis la Roma pentru a deschide o școală dominicană. În 1268 a fost trimis înapoi la catedra pe care o deținuse la Paris.
În timp ce ținea liturghia la 6 decembrie 1273 a avut o experiență misterioasă, pe care unii au interpretat-o drept viziune, iar alții ca o prăbușire mentală, care a pus capăt întregii sale activități de savant. Nu a mai scris sau dictat niciodată nimic, iar când secretarul său l-a îndemnat să-și continue lucrul la Summa, a răspuns: Nu pot, pentru că tot ceea ce am scris mi se pare că sunt paie.
În 1274 a fost convocat să participe la o întrunire, solicitată de papa Grigore al X-lea privind reconcilierea bisericilor greacă și latină; deși cu sănătatea șubredă a pornit în călătorie, însă o rană căpătată accidental la cap l-a forțat să se oprească la castelul nepoatei sale, aproape de Fossanova. După câteva săptămâni a fost transportat la o mănăstire cisterciană din vecinătate, unde a murit la 7 martie 1274.
Procesul canonizării lui Toma a fost început de Papa Ioan al XXII-lea în 1316 și a fost sanctificat la data de 21 iulie 1323.

## Filosofia lui Toma de Aquino

#### Summa Theologiae. Prezentare generală

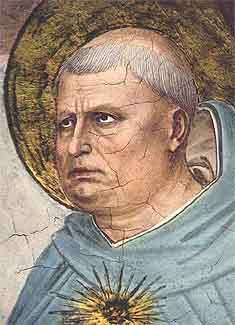
Sf. Toma de Aquino, în reprezentarea lui Fra Angelico

Summa theologiae (Summa teologică) este rodul unor preocupări constante ale lui Toma de a da expresie unei cerințe pedagogice fundamentale: prezentarea organică și sistematică a cunoștințelor. Formele de predare universitară existente, constând în explicarea textelor și întrebările disputate, nu ofereau o percepție sinoptică și riguroasă asupra problemelor și mai ales nu evidențiau dimensiunea organică a apariției și dezvoltării lor. Nu lăsau să se întrevadă, cum și-ar fi dorit Toma, un plan divin. Conțineau, în schimb, o serie de inutilități și expuneri excesiv de lungi. Prin ceea ce a rezultat, Summa este în primul rând o expunere sistematică, concisă și globală a tuturor problemelor teologice, în acord cu nivelul de înțelegere al studenților vremii. Toma reușește, spre deosebire de oricare alt gânditor al generației sale, să absoarbă și să pună alături, într-o expunere enciclopedică, toate întrebările și răspunsurile care puteau fi luate în seamă la vremea sa. Ceea ce obține este nu numai un grad mare de sinteză dar mai ales un nivel de completitudine niciodată atins de la Aristotel.
Planul de lucru al lucrării este unul monumental, comparabil, ca semnificație, cu arhitectura catedralelor gotice. O comparație destul de „romantică”, după părerea lui M.D.Chenu, care constată că planul de lucru al Summei conține mai degrabă un scenariu neoplatonic. Tratatul este astfel construit încât să respecte scenariul platonian al lumii ca emanație divină: prima parte vorbește despre Dumnezeu ca principiu, partea a doua tratează despre Dumnezeu ca scop final și Cristos ca partener al omenirii pe traseul de întoarcere la Dumnezeu, iar a treia parte studiază contextul creștin al acestei reîntoarceri: iubirea divină, istoria și contingența.
Planul lucrării se prezintă sub forma unor probleme sau întrebări, sistematizate după criteriile menționate, având următoarea structură: Prima pars conține 119 probleme și expune doctrina sacră sau studiul despre Dumnezeu ca principiu al ființei, precum și ierarhia divină și doctrina creației. Secunda pars (303 probleme) tratează omul în relația sa cu Dumnezeu și se ocupă de scopul omului, acțiunile umane, pasiuni și obiceiuri, vicii și păcate, legislație și grația divină. O a doua diviziune a părții secunde trece la probleme cum ar fi credința, speranța, prudența, temperanța, minunile. În fine, Tertia pars (90 probleme, plus un supliment de alte 99) tratează despre întrupare, despre viața lui Cristos, sacramente, botez, Euharistie, penitență, căsnicie.
Problema raportului și a necesității stabilirii unui acord între rațiune și credință este o primă condiționare a dezvoltării filosofiei tomiste. Dacă rațiunea acoperă întregul domeniu al filosofiei, aceasta nu trebuie să se ocupe decât de ceea ce este accesibil inteligenței naturale și demonstrabil cu ajutorul ei. Pe de altă parte, revelația, autoritatea lui Dumnezeu este temeiul și domeniul teologiei. Filosofia va avea principiile argumentării în rațiune, teologia va argumenta întemeindu-se pe revelație. Există însă un acord de drept între rațiune și credință ca și între filosofie și teologie. Folosite corect, ele nu pot să ne înșele, căci nu pot exista două adevăruri . De aici decurg două sarcini importante pentru filosofie, una negativă (critică) și una pozitivă (constructivă).
Mai întâi, rațiunea este datoare să se critice pe sine, corectându-se, atunci când una din concluziile sale contrazice dogma, fără însă a folosi revelația sau dogma ca argument suprem ci doar ca semnal al erorii; argumentele deciziei oricărei respingeri filosofice trebuie să aparțină rațiunii. 
A doua sarcină a filosofiei este aceea de a înțelege tainele revelației, acolo unde este posibil prin voința lui Dumnezeu. Filosoful este dator să înțeleagă și să explice cuvântul lui Dumnezeu. Acest lucru înseamnă că, alături de teologia revelată, există și un discurs rațional despre divinitate, o teologie naturală, care nu concurează teologia revelată și nici nu reprezintă toată filosofia. Este o completare a teologiei revelate și o încununare pentru filosofie.  Căci, spune Toma, nu există nici un motiv pentru care acele lucruri ce pot fi învățate prin știința filosofiei, în măsura în care pot fi cunoscute de rațiunea naturală, să nu poată fi învățate și printr-o altă știință în măsura în care aparțin revelației. De unde urmează că teologia inclusă în doctrina sacră diferă în genul său de acea teologie care este parte a filosofiei. 
Deși raportul rațiune-credință fusese o preocupare centrală pentru majoritatea gânditorilor medievali anteriori, această distincție netă între cele două genuri ale teologiei pe care o realizează Toma reprezintă maturitatea absolută a tuturor acestor căutări. La Toma, opțiunea pentru Aristotel este hotărâtoare. Obiectele naturale, cauzele secunde, au o acțiune și o esență reală, fiind chiar singurele inteligibile pentru om; quidditatea lucrului material este obiect prim al cunoașterii. Intelectul poate să cunoască fără vreo intervenție exterioară, având activitate proprie iar ceea ce este separat potrivit intelecției nu poate fi separat și potrivit existenței, așa cum proceda Platon. Astfel, genurile și speciile sunt pur intelectuale.

#### Ontologia lui Toma. Ființa, esența, existența

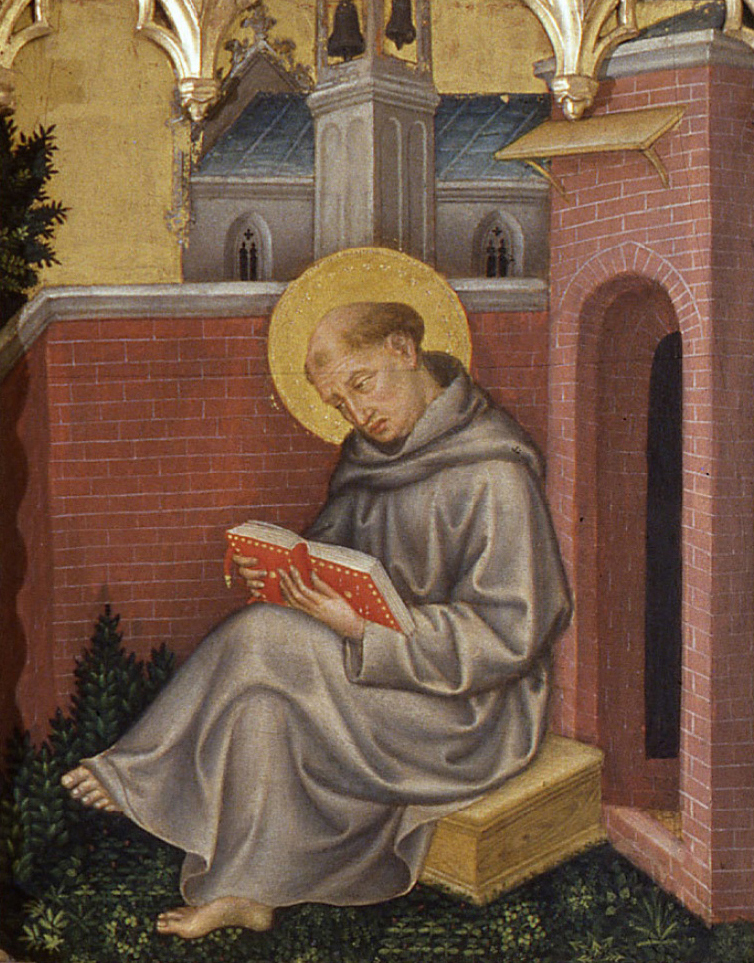
Toma de Aquino, pictură a lui Gentile da Fabriano

Ontologia tomistă are la bază un aristotelism consecvent și este întemeiată pe o ierarhie strictă a ființelor. Preocupat încă din tinerețe de problema clarificării unui vocabular ontologic fundamental, Toma se implică în marea dispută privind interpretarea textelor aristotelice, situându-se, în acest sens, pe traiectoria deschisă de maestrul său Albertus Magnus.
Problema unei interpretări corecte a aristotelismului era una cardinală: împreună cu comentariile arabe, aristotelismul era inacceptabil din punct de vedere teologic; pe de altă parte, eliminarea brutală a acestor comentarii și a tezelor lor era imposibilă, celebrele condamnări dovedindu-se nu o dată ineficiente. Nu-i rămânea lui Toma decât angajarea într-o confruntare directă cu averroiștii în scopul obținerii unei înțelegeri echilibrate a textelor și conceptelor.
Lucrarea De ente et essentia  este cea de a doua lucrare scrisă de Toma din Aquino (după Despre principiile naturii), în jurul vârstei de treizeci de ani, atunci când școlarii parizieni întâmpinau dificultăți semnificative în înțelegerea vocabularului vehiculat de către magiștrii vremii. Termeni ca esse, ens, essentia, materia, forma, intellectus, individuum, ș.a., constituiau elementele centrale ale unui – aproape – manierism discursiv al epocii. Toma își propune să explice termenii de ens (pl. entia, fiindul sau ființa concretă, ființarea determinată în multiplu, cea de-aici) și essentia (esența), considerați primordiali în ordinea conceperii lor de către intelect. Este o precizare semnificativă, deoarece ea atrage atenția asupra unei distincții de factură aristotelică, cea între „în ordinea naturii” și „în ordinea cunoașterii”. Ontologia lui Toma este, aici, una în ordinea cunoașterii, de unde necesitatea stabilirii unei succesiuni didactice a expunerii. Miza parcurgerii unei ontologii este înțelegerea temeiului, a fundamentului ființei. Dacă ordinea platonician-augustiniană predilectă era una descendentă, începând de la temei, ordinea aristotelică începe în mod consecvent cu întemeiatul. Toma va începe de la fiind.
Tot în manieră aristotelică Toma va spune că fiindul are două accepțiuni: „ceea ce se divide în zece categorii”, respectiv „tot ceea ce poate constitui obiectul (sau adevărul) unei judecăți afirmative”. Conform celui de-al doilea sens, orice obiect sensibil, imaginativ sau inteligibil este fiind, în măsura în care se poate construi o judecată afirmativă adevărată despre el. Trebuie observat însă că unele judecăți, deși adevărate, nu au un corespondent real, nu se referă la nimic, astfel că și privațiunile sau negațiile ar trebui să reprezinte fiinduri, așa cum orbirea spunem că ființează în ochi, în calitate de privație. În aceeași situație se găsesc obiectele imaginare: despre „Pegas” putem construi judecăți afirmative adevărate. Aceasta înseamnă că obiectul ontologiei nu poate fi identificat pornind de la judecăți.
De aceeași problemă se lovise și Aristotel, atunci când, pentru a face posibilă construcția discursului ontologic, remarca cu prudență că unele rostiri sunt omonime, desemnând lucrurile numai pe bază de asemănare a numelui și nu pe bază de esență. Nu putem porni spre constituirea unei ontologii având ca reper judecățile, ci trebuie, înainte de toate, să luăm în considerare elementele constitutive ale judecăților, rostirile, adică termenii și conceptele. Aristotel observase că Ființa ca fiind se spune în atâtea feluri câte categorii sunt; dispunem, adică, de un reper sigur pentru identificarea realităților. Și aici, ca și la Toma, categoriile constituie un criteriu de verificare a realității obiectelor: dacă un obiect este predicabil din perspectiva tuturor categoriilor (adică dacă este concomitent temporal, spațial, în relație, în posesie, etc.), atunci el nu este fictiv și nici fals. Multiplicitatea reală a ființei corespunde multiplicității ei semantice.
Preluând raționamentul, Toma va spune că fiindul luat în primul sens, adică drept ceea ce se divide în zece categorii, nu desemnează decât ceea ce există în realitate. Potrivit acestei accepțiuni, privațiunile și negațiile nu sunt fiinduri. Avem astfel o bază sigură în a porni pe urmele esenței, adică acel ceva care face ca un fiind să fie așa cum este. Numai din fiind poate fi dedusă esența care, asemeni formei aristotelice, se găsește în lucruri. Abia acum utilizarea judecăților este sigură, neexistând riscul de a opera judecăți fără sens sau conținând ficțiuni. Pornind de la acel fiind care are corespondent real, efortul nostru se va îndrepta acum către identificarea esenței sale, acelui ceva care face ca fiindul să fie ceea ce este, în felul în care este.
Esența (cviditatea) reprezintă în primul rând ceea ce este „comun tuturor naturilor pe temeiul cărora diversele fiinduri sunt orânduite în diverse genuri și specii”. În acest sens, esența este un altceva decât fiindul. Dacă fiindul este înțeles ca totalitatea determinațiilor unui lucru, inclusiv accidentele sale, esența înseamnă identitatea inteligibilă a fiindului, ceea ce, dincolo de accidente, îi dă un mod specific de ființare. Din acest motiv, esența înseamnă, în al doilea rând, ceea ce semnificăm prin definiție, adică diferența specifică.
Esența se mai numește și formă, continuă Toma, altfel spus „caracterul determinant al fiecărui lucru”; desigur, formă în sensul de principiu activ, opus materiei. În al patrulea rând, esența semnifică natură, într-un înțeles boethian al termenului : „ceea ce poate fi conceput într-un chip oarecare de către intelect”. Ceea ce trebuie să înțelegem aici este sensul de natură inteligibilă.
Sintetic, esența înseamnă acel ceva, diferit de fiind, prin care și în care fiindul are ființă sau ființează. Cu aceasta am obținut încă un termen fundamental al ontologiei tomiste: ființarea. Putem acum să înțelegem mai bine sensul incursiunii de până aici: un lucru concret (fiindul, ens) are un mod de a fi, conform esenței sale (essentia) și ființare (faptul de a fi, pur și simplu), dată în și prin esență. La propriu vorbind, esența este un temei intermediar între ființă (esse) și fiind (ens).
Dintre fiinduri, numai substanțele dețin esență în mod veridic și absolut, ceea ce înseamnă că accidentele ființează numai relativ la ele . Prin intermedierea esenței, substanțele ființează, iar datorită esenței (adică nemijlocit), ele sunt într-un mod anume. Ceea ce este o substanță (esența, essentia) se află la rândul ei sub determinația faptului însuși de a fi (existența sau ființa).
Se obține astfel o ierarhie ontologică în care ființa pură se multiplică în moduri de ființare (esențele sau genurile și speciile), iar acestea, la rândul lor, sunt multiplicate în indivizi (fiindurile). Ei sunt, în termeni aristotelici, substanțe prime. 
Ceea ce îl interesează pe Toma în continuare este cum poate fi recunoscută esența în substanțe. Trebuie să ținem cont însă de faptul că substanțele sunt de două feluri: simple și compuse. Se revine, în acești termeni, la o mai veche temă a filosofiei europene, cea a distincției unu-multiplu, conform căreia multiplul este inferior dar cognoscibil pe măsura intelectului uman, în vreme ce Unul este temei dar „ascuns” gândirii noastre.

#### Substanțele compuse: forma și materia

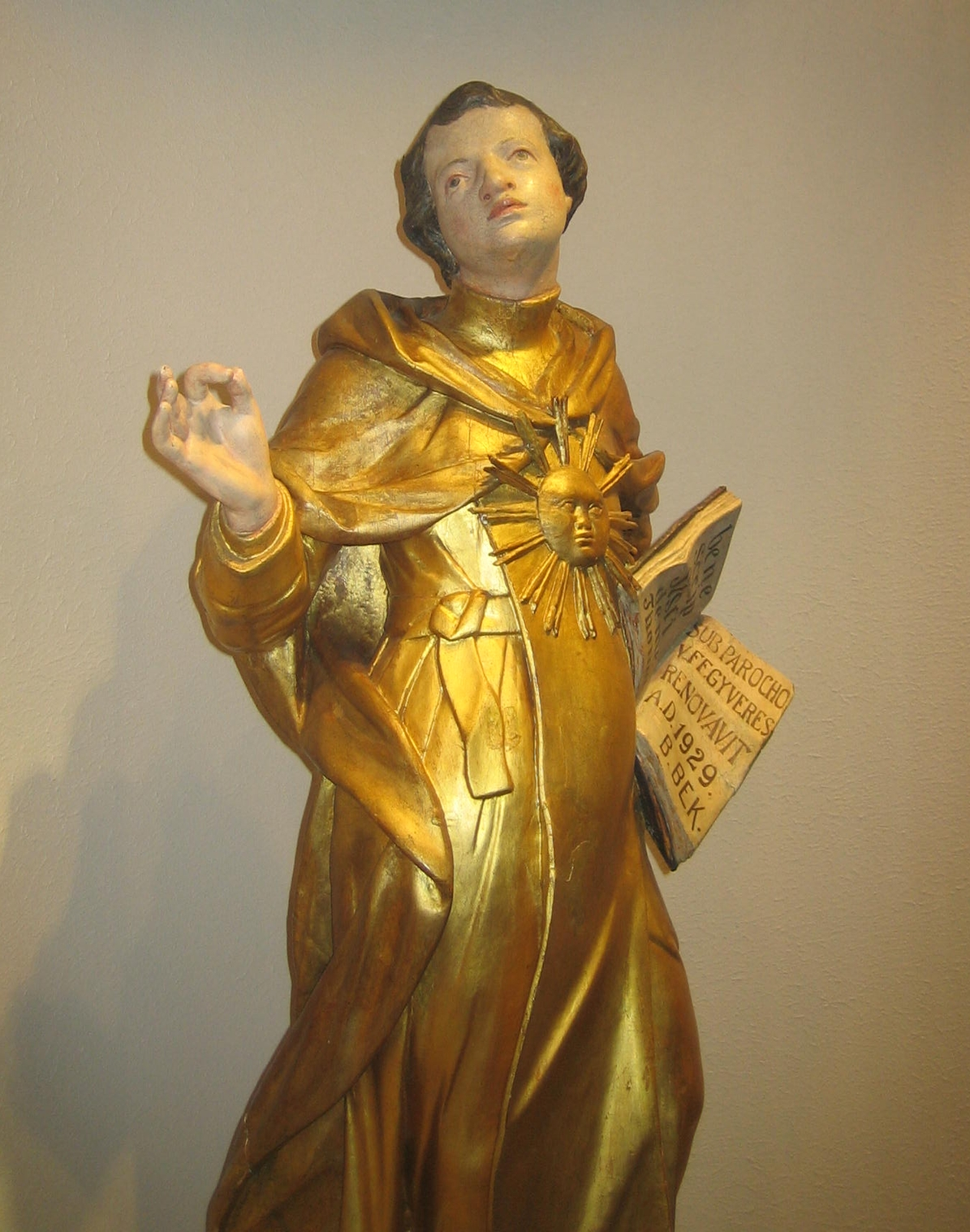
Sculptură din secolul al XVII-lea a Sf. Toma de Aquino

Substanțele compuse sunt „mai ușor” de cunoscut și de aceea metoda potrivită începe cu ele. Caracterul lor compus se datorează prezenței unui factor multiplicator, cum ar fi materia. În cazul substanțelor sensibile, materia reprezintă principiul de individualizare față de specie, astfel încât specia „om”, de exemplu, cuprinde o multitudine de indivizi umani care au aceeași esență dar sunt numeric mai mulți datorită materiei, care particularizează prin accidente. S-ar putea spune, în acest sens, că nu există doi indivizi identici, deși esența lor este comună. Dar dacă lucrurile ar sta așa, atunci fie ar fi imposibilă obținerea definiției (căci materia și determinațiile accidentale nu ar „spune” nimic despre esență, făcând imposibilă cunoașterea ascendentă), fie identitatea individului ar consta numai în accidentele sale, ceea ce ar face imposibilă justificarea sa ontologică și, din punct de vedere creștin, ar pune în criză problema responsabilității individuale.
Toma încearcă să depășească această consecință prin evitarea unei percepții simpliste asupra aristotelismului. În acest sens, el spune că esența nu este predicată (în definiție) numai cu privire la formă și nici numai cu privire la materie. Dacă esența (pe temeiul căreia un lucru este denumit fiind) nu înseamnă numai formă, atunci ea reprezintă un compus al amândurora: „și una, și alta, deși forma singură este, prin natura ei („suo modo”), cauza unui fiind compus de acest fel ”.
Ceea ce trebuie să înțelegem de aici este că nu avem o identitate perfectă între esența inteligibilă (cauza) a substanței compuse și forma lucrului concret. Esența este cauza modului de ființare a fiindului, dar acest mod de ființare cuprinde și materie. Compusul formă-materie care înseamnă fiindul reprezintă, am putea spune, un „efect” al esenței. O consecință imediată a acestei teze ar fi că esența („cuprinzând” sau cauzând și materia și forma deopotrivă, adică individualul ca și compus), este particulară și nu universală (căci fiecare individ ar avea o altă esență, diferențiată după determinațiile materiale, ce ar trebui să fie cauzate în moduri particulare pentru fiecare individ). Numai înțeleasă ca separată de materie forma ar putea rămâne un universal. Altfel, în acest caz, ea trebuie considerată particulară, la fel ce și individul. Aceasta înseamnă că universaliile nici n-ar putea fi definite, de unde consecința gravă că nici nu ar putea exista definiții ale speciilor, ci numai pentru indivizii înțeleși ca și compuși din formă și materie, aceasta însemnând esența. O asemenea perspectivă ar însemna pluralism ontologic, fără îndoială de evitat.
Problema lui Toma, în momentul de față, este: cum am putea înțelege materia ca inclusă în fiind și în același timp fiindul (adică materie plus formă) cauzat de esență, fără să fim nevoiți să înțelegem și esența ca o cauză particulară a individului? Altfel spus, trebuie să obținem o perspectivă asupra esenței astfel încât ea să cauzeze fiindul ca mod de a fi comun mai multor indivizi, nu pentru fiecare individ în parte (căci astfel esența ar fi individuală și nu specifică). Sau, invers, avem nevoie să înțelegem materia astfel încât ea să rămână principiu de individuație numai pentru fiind, nu și pentru esența fiindului.
Va trebui să asumăm două perspective asupra materiei. În primul rând, materia stă ca principiu de individualizare pentru fiind, iar în acest sens vorbim despre materie ca ceva ce desemnăm prin atribute și indicăm drept ceva-aici-de-față: „acest os”, „această carne”, „corpul lui Socrate” etc. Este vorba despre materia în sensul de determinații sensibile actuale. În acest sens, materia individualizează, „maschează” forma (nesensibilă) sub înfățișarea vizibilă a unui individ și o numim, astfel, materie desemnată (lat.: „signata”). Va trebui să știm, avertizează Toma, că „nu materia luată într-un sens comun este principiul individuației, ci numai materia desemnată” . Aceasta nu este materia așa cum fusese definită de Aristotel, ca „potență pură”, ci mai degrabă materia în sensul de material concret, al unei substanțe anumite (să zicem „Socrate”), „luată în considerare sub dimensiuni determinate”. De bună seamă că, înțeleasă astfel, materia nu poate fi cuprinsă în definiție, prin urmare nu poate funcționa nici ca principiu de individuație al esenței. Cel mult, cu ajutorul ei l-am putea „defini” pe „individul cutare” (de pildă pe Socrate), deși este absurd să gândim că individualul ar putea fi definit. Am avea mai degrabă o descriere de genul: „Socrate este acest om, el are pielea albă, părul scurt, nas cârn, etc”. Tocmai prezența acestor determinații concrete și imposibil de generalizat (căci ele aparțin unui singur individ) înseamnă „materie desemnată”.

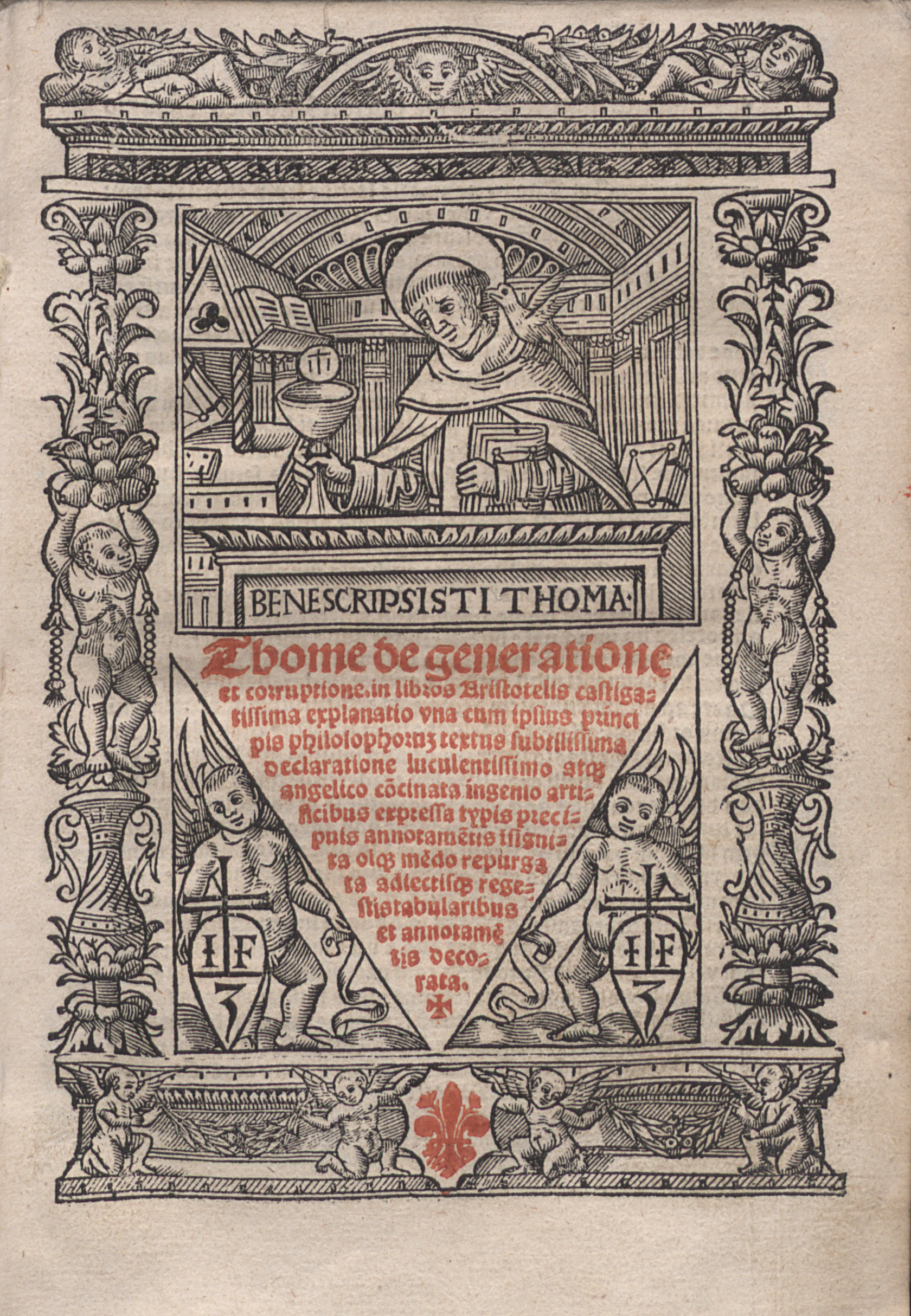
Super libros de generatione et corruptione

Celălalt sens, aristotelic, al „materiei metafizice” înțeleasă ca lipsă sau potență, este ceea ce Toma numește materia în „sens comun” sau ne-desemnată (lat.: „materia non signata”). Ea nu poate fi indicată sau descrisă tocmai pentru faptul că nu este actuală, nu este manifestă sub forma unor determinații sensibile. Acesta este sensul în care luăm materia atunci când construim o definiție, căci în acest caz nu vizăm „acest os” și „acest corp”, ci „osul” și „corpul” în general, în măsura în care toți oamenii au corp.
Diferența între cele două sensuri este și mai clară dacă ne gândim că, atunci când, în definiția omului vorbim despre „vietate însuflețită” (vietate însemnând corp plus suflet), termenul „corp” nu se referă la nimic concret: nici la corpul lui Socrate, nici la corpul lui Cicero, nici măcar la cel al lui Toma. Invers, când avem în față un corp anumit, știm cu siguranță că nu este cel vizat de definiție. „Corpul lui Toma” este desemnat dar particular, în timp ce „corpul omului în general” este nedesemnat și universal.
Cele două sensuri ale materiei sunt prin urmare: a) materia desemnată (o materie particulară, deci principiu al individuației) și b) materia comună sau nedesemnată („materie universală”, care nu individualizează). Cu ajutorul acestei distincții Toma oferă o soluție pentru una din problemele fundamentale ale aristotelismului scolastic, de fapt o problemă eternă a filosofiei: cea legată de raportul dintre universal și individual. La întrebarea „care este principiul individuației?”, răspunsul tomist trebuie înțeles nuanțat: „materia în sensul de materie desemnată”.
Materia desemnată este elementul care individualizează, deosebind indivizii de aceeași specie între ei. Este substratul schimbării, cauzând generarea și coruperea. Forma pe care o primește materia este actul. Deci, o substanță (individual) este unitatea unei forme și a unei materii desemnate. A cunoaște o anumită ființă înseamnă a stabili ce este ea, a-i descoperi forma substanțială.
Materia comună sau nedesemnată este acea potențialitate care, neactualizată, intră în alcătuirea definiției ca gen. Considerând același exemplu, atunci când spunem că „omul este o vietate rațională”, prin „vietate” înțelegem o substanță cu corp și suflet. Astfel, genul „vietate” cuprinde și sufletul (forma oricărei ființe vii, exprimabilă prin termenul „animalitate”) și corporalitatea (materia oricărei ființe, exprimată de Toma prin termenul lapideitate, din latinescul lapideitas, „pietricitate”, un termen menit a desemna orice corporalitate neînsuflețită). În alți termeni, tot ai lui Toma, „corpul va fi genul ființei animate, deoarece în ființa animată nu se cuprinde nimic care să nu fi fost conținut în corp în mod implicit” . 
În sfârșit, substanțele compuse (indivizii) au și determinări accidentale, care nu pot exista în afara substanțelor. Accidentele nu pot fi decât în ceva (esse al lor este un inesse).

#### Esența substanțelor simple (separate)

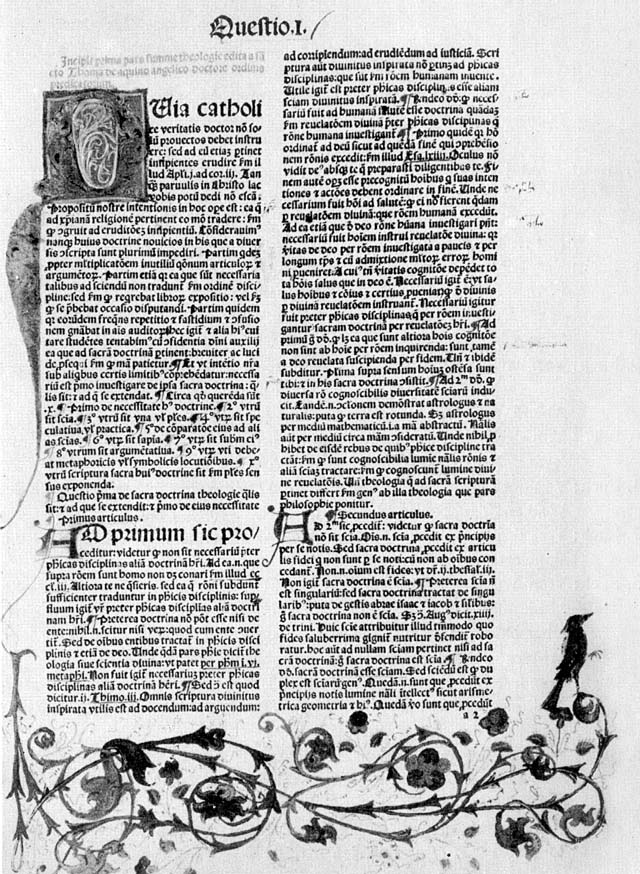
Toma de Aquino: Summa theologiae, 1482

Spre deosebire de substanțele compuse, a căror esență este și materie (nedesemnată) și formă, substanțele simple au ca esență numai forma. Ele nu sunt materiale întrucât se află mai aproape de „principiul prim”, care este actualitate primă și pură. Astfel, substanțele simple sunt, spune Toma, spiritele (lat.: intelligentiae, adică inteligențele pure).
O altă deosebire a substanțelor simple față de cele compuse este că, în cazul acestora din urmă, cviditatea poate fi predicată „ca întreg”. Ele sunt, adică, identice cu esența lor formală, ceea ce nu este cazul cu substanțele compuse (fiind imposibil să se afirme despre un om că este identic cu cviditatea sa).
În fine, o a treia diferență constă în faptul că substanțele simple nu se multiplică în cadrul speciilor, ele fiind numeric tot atâtea câte specii sunt. Substanțele compuse se multiplică numeric în funcție de desemnarea materiei, adică intraspecific. Cu alte cuvinte, fiecare substanță simplă este o specie, echivalentă cu esența sa; în schimb, fiecare substanță compusă este un individ, având o esență particulară: esența lor este, deși unică după formă, totuși multiplicată material.
Spiritele sau substanțele simple sunt identice cu esența lor (adică sunt esențe), aflându-se, în acest sens, pe prima treaptă a creației. În Summa theologiae Toma spune că aceste spirite sau inteligențe sunt Îngerii, creaturi incorporale și imateriale, cea mai înaltă perfecțiune a creaturii. Fiind esențe, ei reprezintă moduri de a fi pure, specii fără multiplicare individuală . Tocmai pentru că sunt esențe, Inteligențele sau Îngerii sunt numai moduri, ceea ce înseamnă că ființa lor este cauzată din exterior. Esența nu este același lucru cu existența, ele sunt realități a căror ființare este altceva decât natura lor. Cauza existenței lor (și, prin mijlocirea lor, și a substanțelor compuse) este Dumnezeu. Faptul că-și au existența de la Dumnezeu reprezintă explicația lipsei de identitate între esență și existență. Spre deosebire de substanțele compuse, care sunt alcătuite din formă și materie, substanțele simple au „esență” și „ființare”.
Fiind primită din exterior, ființarea reprezintă pentru ele potențialitate, căci numai la nivelul cauzei(Dumnezeu) ființa este actuală. Faptul că spiritele primesc ființa înseamnă actualizarea a ceea ce era numai potență, iar această actualizare are loc în grade diferite: cu cât un spirit se află mai aproape de cauză, cu atât el deține mai multă actualitate, iar cu cât este mai îndepărtat de cauză, el deține mai multă potență (adică mai puțină ființă actuală).
Existența sau ființa ("esse") se situează deasupra esențelor, fiind însuși Dumnezeu. Dumnezeu nu este o esență oarecare, căreia i s-ar atribui ființă/existență (cum este cazul creaturilor), ci faptul însuși de a exista, actul pur (conform revelației: „Ego sum qui sum”). În Dumnezeu și numai în El esența (essentia) este identică cu existența (esse), fiind plenitudine absolută a existenței, infinit, imuabil, veșnic și necesar. Față de Creator (temeiul existenței celorlalte ființe), creatura este posibilă (contingentă). Creatorul nu ar fi lipsit de nimic dacă lumea nu ar exista și nu i se adaugă nimic prin faptul că lumea există. Dacă se produce, creația este un act liber. Ființele create sunt infinit mai prejos de Dumnezeu; de altfel, nu există nici o relație reală între Dumnezeu și lucruri, ci doar o relație de participare între lucruri și Dumnezeu. 
Lumea este finită în timp, dar acest lucru nu se poate demonstra, aparținând revelației. Imperfecțiunea lumii se datorează limitării creaturii și distanței acesteia față de Dumnezeu, astfel încât răul nu este nimic altceva decât depărtare (potență maximă).

#### Concepția despre suflet

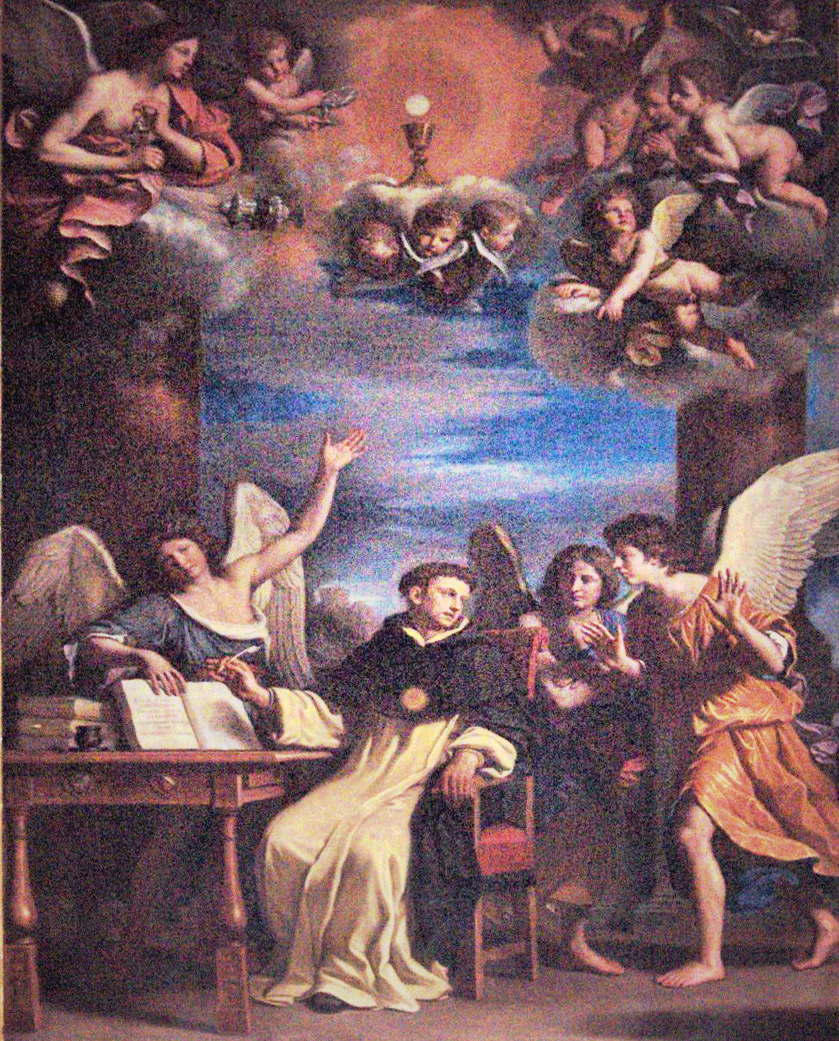
Toma de Aquino scrie inspirat de îngeri

Actualizarea ființei în substanțele simple are loc gradual, astfel încât spiritele cu cea mai multă actualitate (ființă) sunt în proximitatea lui Dumnezeu iar spiritele cu cea mai multă potențialitate (având mai puțină ființă) sunt mai îndepărtate de Creator. Această gradare, ne spune Toma, se sfârșește cu sufletul uman, care deține ultimul loc în ierarhia substanțelor intelectuale.
Omului îi este specifică prezența materiei. El aparține atât ființelor imateriale (prin suflet), cât și celor materiale (prin trup). Sufletul depășește și domină trupul (fiind formă a lui), marcând prin această relație limita dintre inteligențele pure și regnul corporalelor. Sufletul omului nu e o inteligență pură ci un intelect potențial care este asociat unui corp dar are acces la Inteligibil. Astfel sufletul uman este o substanță (este individualizat) intelectuală, ființând în mod esențial ca formă a corpului. Îndatorat lui Averroes și, evident, lui Aristotel, Toma se situează împotriva doctrinelor dualiste (cum ar fi cea a lui Avicenna), astfel încât intelectul, în doctrina tomistă, este legat în particular de trupul material. Această unitate între suflet și corp reprezintă unul din elementele ingenioase ale filosofiei tomiste, prin care se reușește un răspuns limpede la problema raportului materie-spirit. Iată cum funcționează el:
„Din cauza faptului că deține, între celelalte substanțe intelectuale, mai multă potențialitate, intelectul potențial al omului se situează atât de aproape de lucrurile materiale, încât un lucru material este atras să participe la ființa sa, până într-acolo că din suflet și din corp rezultă o singură ființă, într-un singur compus, deși această ființă, în măsura în care aparține sufletului, nu este dependentă de corp” .
Această „atracție” a materialului de a participa la ființa sufletului se explică prin faptul că există și alte forme, situate mai departe de Dumnezeu decât sufletul, forme care au mai multă potențialitate decât acesta și deci, prin statutul lor inferior, tind să participe la ființa sufletului. Ele sunt însă și mai apropiate de materie, astfel încât nu pot ființa în afara ei. Acestea sunt forme ca ordinea și gradarea, niște inteligibile cu ființă atât de potențială încât nici nu pot acționa de la sine ci numai în conformitate cu determinările prin care materia se pune la dispoziția lor. Spre deosebire de îngeri, care nu au nevoie de materie pentru a acționa și spre deosebire de sufletul uman care acționează asupra materiei, pe de o parte și este multiplicat de materia desemnată, pe de altă parte, formele inferioare sunt doar multiplicate: ele sunt efecte ale determinărilor sensibile.
Sufletul este forma corpului, fiind unit intim cu acesta și supraviețuindu-i. Existența sa este cauzată, ca și a spiritelor, dar, la acest nivel, prin intermediul lor și de aceea nu este o existență pură ci una modală: este un cum. Are în acest fel o existență proprie, actul său, dobândită însă numai în cadrul unei materii desemnate, ceea ce-l particularizează. Astfel, sufletul este finit atât dinspre partea superioară (prin faptul că își dobândește ființarea de la altceva), cât și în partea inferioară, prin faptul că este particularizat material.
Astfel, natura omului (umanitatea) este dată de forma substanțială sau suflet. Sufletul este universal, dar deoarece fiecare individ are materie (corp), configurația corpului fiind de fiecare dată unică și irepetabilă, ea funcționează ca un principiu al individuației; dacă sufletul este forma corpului, înseamnă că fiecare suflet este, în felul său, unic, diferit de celelalte: este forma sau actul corpului său. Aceasta înseamnă că sufletele sunt diferențiate per corpora (prin corpuri), iar gradul de perfecțiune intelectivă al fiecărui suflet este dependent de gradul de perfecțiune al complexului corporal.
Ca formă, sufletul este formal identic la toți indivizii umani, ceea ce înseamnă că noi nu suntem diferiți prin forma substanțială. Diferențele dintre indivizi sunt date de constituția sau structura particulară a corpului, care acționează ca principiu de individualizare sau de particularizare a formei.
În acest sens, trebuie să existe tot atâtea suflete individuale câte corpuri există. Activitatea intelectuală a unui individ este diferită de cea a altui individ, datorită diferențelor existente între puterile perceptive, între imaginile și reprezentările fiecăruia. Ceea ce este sensibil sau particular este perceput, iar percepția este particulară. Numai ceea ce este inteligibil este înțeles, iar speciile inteligibile sunt desprinse de către intelect din aceste imagini particulare ale lucrurilor.
Sufletul este capabil de cunoaștere, însă nu percepe inteligibilul în mod direct, ci numai prin lucruri și mai ales între anumite limite și într-un anumit fel, condiționat de corporalitatea sa. Cunoașterea apare prin contactul cu obiectele individuale și sensibile care imprimă în simțuri speciile lor imateriale. Acesta este, de altfel, unul din punctele cruciale prin care Toma se distinge de predecesorii săi , anume rolul trupului în percepția și intelecția umană. Ca rezultat imaterial al acțiunii obiectului asupra organului de simț capabil să-l perceapă, specia conține un element inteligibil care se revelează intelectului.
Astfel, intelectul este capabil să primească inteligibilele pe care nu le conține în mod actual (fiind în acest sens un intelect pasiv sau posibil). Pe de altă parte, iluminat fiind de Dumnezeu, el are posibilitatea de a desprinde inteligibilele din imaginile sensibile ale lucrurilor provenite din senzație. În acest sens el este un intelect activ sau agent, facultatea de cunoaștere cea mai înaltă prin care ne apropiem cel mai mult de îngeri. Prin intelectul agent, inteligibilul existent în mod virtual în datele simțurilor trece în act.
Finalitatea existenței umane este vederea lui Dumnezeu. Aceasta necesită intervenția grației divine deoarece intelectul uman are nevoie de o întărire, de intervenția unei puteri supranaturale care să-l ridice dincolo de limitele sale naturale.

#### Argumentele existenței lui Dumnezeu
Prin intelectul natural este însă posibilă înțelegerea faptului că Dumnezeu există în calitate de cauză primă și finală a substanțelor create, pe calea cunoașterii graduale a esenței fiindurilor. Dată fiind distincția, în lucruri, dintre ființă și esență, putem spune că lucrurile naturale nu-și conțin rațiunea suficientă a propriei lor existențe (esența nu include niciodată existența lucrurilor). Toate câte au existență și-o primesc de la altceva. Este deci imposibil ca prin cunoașterea senzorială a lucrurilor să avem acces direct la rațiunea lor suficientă. În plus, așa cum se află el acum, intelectul uman nu poate să înțeleagă nici măcar substanțele create imateriale, cu atât mai puțin esența substanței increate. Nu Dumnezeu este obiect prim al cunoașterii noastre, ci creaturile Sale, deci „quidditatea” lucrurilor materiale; de la acestea trebuie să pornim .
Ființa lui Dumnezeu nu ne este nici accesibilă senzorial nici evidentă prin natura conceptelor pe care intelectul le abstrage din senzații. Natura gândirii noastre nu are acces direct la ființa infinită. Este necesar un efort prin care intelectul să interogheze experiența, să cunoască esența pentru a deduce existența ființei infinite din esențele lucrurilor naturale.
În cele două Summe se găsesc cinci „căi” ale argumentării existenței lui Dumnezeu, cinci probe construite pe o schemă similară care pornesc de la evidențe empirice și ajung la afirmarea ființei absolute. Nu este vorba deci de o analiză conceptuală, în plan pur logic, ci de argumente care pornesc de la existențe percepute  și ajung la o existență inferată, adică de argumente în plan ontologic.
Prima cale  (proba mișcării). Este de domeniul evidenței sensibile faptul că există în lume lucruri care se mișcă. Dar orice lucru aflat în mișcare are în potență scopul mișcării sale, cauza actualizării acestei potențe fiind un alt lucru, aflat deja în act, care îl animă pe cel dintâi. Căci este imposibil ca un lucru să fie propriul său principiu activ, adică să se afle simultan în act și în potență. Dacă orice lucru aflat în mișcare trebuie să aibă ca principiu al mișcării sale un alt lucru, înseamnă că și acest al doilea lucru trebuie să își aibă cauza sa de mișcare, etc. Această serie nu poate continua la infinit, trebuind să aibă un termen prim. Este deci necesar să existe un motor prim, nemișcat la rândul său; acest motor prim este Dumnezeu.
A doua cale (a cauzei eficiente). Experiența ne arată că există în natură o ordine a cauzelor eficiente. Nici un lucru nu poate fi propria sa cauză eficientă, căci și-ar fi anterior sieși, ceea ce este absurd. Deci fiecare cauză eficientă este cauzată de o alta, în serie. Dar seria cauzelor eficiente nu poate continua la infinit, căci astfel, neexistând o cauză primă, n-ar mai exista nici cauze intermediare și nici cauză ultimă, ceea ce este fals. Trebuie deci să admitem existența unei cauze prime eficiente, căreia noi îi spunem Dumnezeu.
A treia cale (proba posibilității și necesității). Găsim în natură lucruri generate și corupte despre care spunem că pot să fie sau să nu fie (sunt contingente). Acestea nu pot să ființeze permanent, căci vine un moment când ceea ce este posibil să nu fie, nu este. Deci, dacă orice poate să nu fie, a existat un moment în care nimic nu a ființat. Dacă este adevărat, atunci nici în momentul de față nimic nu ar exista, căci ceea ce nu există nu poate fi făcut să existe decât de către ceva existent dinainte. Prin urmare, dacă a existat un moment în care nimic nu ființa, ar fi fost imposibil ca ceva să înceapă să ființeze, deci în momentul de față nimic nu ar putea ființa, ceea ce este absurd. În concluzie, nu toate lucrurile sunt doar posibile, ci trebuie să existe ceva necesar . Dar un lucru necesar își are necesitatea cauzată din exterior sau prin sine. Lucrurile necesare cauzate din exterior ar trebui să constituie o serie infinită, ceea ce înseamnă că trebuie să postulăm existența unei ființe necesare prin sine și cauză a necesității tuturor celorlalte. Această ființă este numită Dumnezeu.
A patra cale (a gradelor de ființă). Există în lume lucruri mai mult sau mai puțin bune, adevărate, nobile, etc. Dar “mai mult” și “mai puțin” se spune despre lucruri ca măsură a asemănării lor cu un termen de comparație maxim. Maximum-ul fiecărui gen este însă cauză pentru genul respectiv. Trebuie să existe ceva care este cauză pentru toate lucrurile în ce privește ființa, bunătatea lor sau orice altă perfecțiune; această cauză este numită Dumnezeu.
A cincea cale (a armoniei). Vedem că lucrurile lipsite de inteligență acționează întotdeauna în același fel, conform unor reguli naturale. Aceasta înseamnă că ele au un scop, și este limpede că acest scop nu este atins fortuit (căci nici mișcările lor nu sunt fortuite) ci mai degrabă conform unui plan. Căci nici o ființă lipsită de inteligență nu poate atinge un scop decât dacă este condusă de o altă ființă dotată cu inteligență și înțelepciune. Trebuie deci să existe o ființă inteligentă prin care toate lucrurile naturale sunt îndreptate către scopul lor, ființă pe care o numim Dumnezeu.
După enumerarea celor cinci căi, Toma respinge, cu o ingeniozitate ieșită din comun, două argumente tradiționale împotriva existenței lui Dumnezeu. Primul dintre ele este formulat astfel: dintre două contrarii, dacă unul este infinit, celălalt ar fi anihilat; dar prin Dumnezeu înțelegem „bunătate infinită”. Deci, dacă Dumnezeu ar exista, nu ar mai putea exista răul. Dar răul există, deci Dumnezeu nu există. Toma răspunde pornind de la un citat din Sfântul Augustin: într-adevăr, „dacă Dumnezeu este binele cel mai mare, El nu ar permite existența nici unui rău decât dacă omnipotența și bunătatea sa ar voi să creeze bine până și din rău”. Așa trebuie înțeleasă bunătatea infinită a lui Dumnezeu: a permite existența răului pentru ca și din el să facă Bine.

#### Rațiune și voință. Virtutea
Rațiunea și voința sunt legate prin faptul că etica presupune exercițiul liber al voinței. Voința este o facultate a sufletului, anume partea apetentă a sufletului rațional. Orice natură are o înclinație numită apetit sau poftă. Unele lucruri naturale acționează fără a judeca, cum sunt lucrurile materiale (pietrele), având înclinații necesare orientate spre autoconservare. Plantele, de exemplu, au asemenea înclinație.
Animalele, pe de altă parte, au apetit natural pe care însă și-l exercită fără judecată. Ele au o cogniție senzorială dedicată în întregime obținerii scopurilor conjuncturale, dependente de circumstanțele accidentale. Înclinația naturală și percepția senzorială îi permit animalului să caute ceea ce i se potrivește, să se îndepărteze de ceea ce îi dăunează și să se opună obstacolelor.
Omul are în plus intelectul sau facultatea de judecare ce îi permite să acționeze independent de înclinația naturală sau instinct, orientându-se după rațiune. În acord cu rațiunea, situațiile particulare au un statut contingent. Dacă speciile inferioare (animalele) acționează în interiorul acestor situații contingente, în acord numai cu scopul imediat al conservării, omul poate înțelege caracterul contingent al conjuncturilor pe care le întâlnește și mai ales poate să le deosebească de scopul său final, obținerea fericirii (eudaimonia, la Aristotel, sau beatitudo, la Toma), adică vederea lui Dumnezeu.
În raport cu acest scop final care este natural și necesar, orice situație concretă este contingentă și poate dobândi, cel mult, statutul de mijloc în vederea scopului final. Astfel încât omul este singura ființă care se folosește de evenimentele particulare pentru a le transforma în obiecte ale unei alegeri libere a mijloacelor destinate atingerii scopului final. Toți agenții umani au, în mod necesar, același scop; ei trăiesc însă o viață particulară, se îndeletnicesc cu practici diferite, mai mult sau mai puțin virtuoase, făcând adesea greșeli în ce privește alegerea potrivită.
Voința sau apetitul intelectual este facultatea care alege întotdeauna lucrurile particulare care au fost înțelese de către intelectul teoretic. Din punct de vedere material, Binele este un act de voință, dar din punct de vedere formal el este un act rațional, deoarece rațiunea este cea care îndreaptă omul spre el.
Rațiunea este deci cauza libertății de alegere deși cea care alege este voința. Deși nu este un act al rațiunii, actul propriu-zis al alegerii este rațional deoarece are loc sub îndrumarea acesteia. Libertatea voinței stă deci în natura omului iar Dumnezeu, în calitate de cauză primă, nu anulează libertatea ci dimpotrivă, o lasă să se manifeste deoarece cauza primă acționează asupra fiecărui lucru conform naturii sale. Natura omului este aceea de agent moral care alege liber să voiască ceea ce este rațional. E drept, puterea de alegere se limitează la mijloacele raționale ale atingerii scopului final (fericirea) întrucât omul nu-și poate submina propria sa natură.
Astfel încât binele este obiectul apetitului intelectual (voința), ceea ce înseamnă că virtuțile morale sunt acele sentimente care sunt guvernate de rațiune în așa fel încât urmăresc binele. Ele sunt înțelese ca habitus-uri ce constituie caracterul, acele dispoziții stabile care, dorind binele, determină ființa umană să folosească virtutea intelectuală, adică prudența sau intelectul practic.

## Scrieri

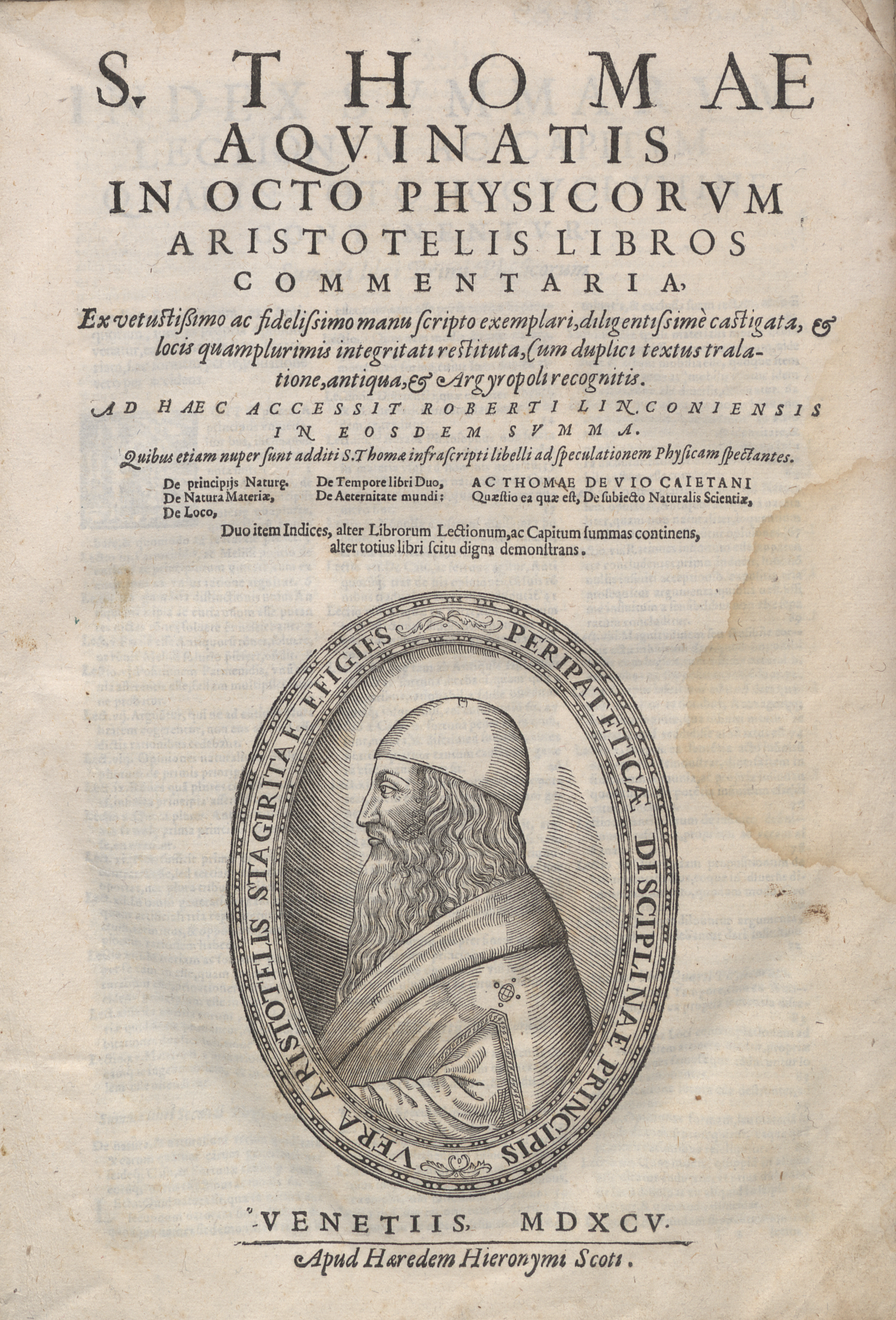
Super Physicam Aristotelis, 1595

#### Opere mari
- Scriptum super Sententiis
- Summa contra Gentiles
- Summa Theologiae

#### Quaestiones
- Quaestiones disputatae
  - De spiritualibus creaturis
  - De unione Verbi
  - De veritate
  - De potentia
  - De anima
  - De malo
  - De virtutibus
- Quaestiones de quolibet

## Ediții în limba română
- Summa Theologica (Ia), vol. 1, traducere de: Alexander Baumgarten (coord.), Cristian Bejan, Andrei Bereschi, Gabriel Chindea, Marcela Ciortea, Emanuel Grosu, Laura Maftei, Mihai Maga, Adrian Muraru, Laura-Maria Popoviciu, Vasile Rus, Delia Savinescu, Wilhelm Tauwinkl; Editura Polirom, Iași, 2009.
- Summa Theologica (Ia IIae), vol. 2, traducere colectivă coordonată de Andrei Bereschi (în curs de apariție la Editura Polirom)
- Summa Theologica (IIa IIae), vol. 3, traducere de: Stela Avram, Alexandra Baneu, Alexander Baumgarten (coord.), Cristian Bejan, Mihai Ciucur, Daniel Coman, Ioana Curuț, Claudia Renata David, Carmen Fenechiu, Emanuel Grosu, Cristina Melania Horotan, Florina Ion, Andrei Marinca, Laura-Maria Popoviciu, Otniel Vereș; Notă preliminară, note și îngrijirea ediției de Alexander Baumgarten; Editura Polirom, Iași, 2016.
- Expunere la simbolul apostolilor ("Expositio in Symbolum Apostolorum"), ediție bilingvă, traducere și studiu de Wilhelm Dancă, Editura Polirom, Iași, 2016.
- Despre adevăr ("De veritate"), traducere de Tereza-Brândușa Palade, Editura Galaxia Gutenberg, 2012.
- Despre ființă și esență ("De ente et essentia"), ediție bilingvă, traducere de Eugen Munteanu, Editura Polirom, Iași, 2008. Sau traducere de Dan Negrescu, Editura Paideia, București, 1995.
- Întrebări disputate despre suflet ("Quaestiones disputate de anima"), traducere de Gabriel Chindea, Editura Humanitas, 2006.
- Despre guvernământ ("De gubernatione"), ediție bilingvă, traducere de Andrei Bereschi, prefață de Peter Molnar, Editura Polirom, 2005
- Despre Dumnezeu Treime ("De Deo Trino"), traducere de Cristian Șoimușan, Editura Galaxia Gutenberg, Târgu-Lăpuș, 2004.
- Despre principiile naturii către fratele Silvestru ("De principiis naturae ad fratem Silvestrum"), traducere de Valentin Doru Căstăian, note și comentarii de Alexander Baumgarten, eseu despre analogia ființei la Sfântul Toma de Aquino de Alin Tat, Editura Univers Enciclopedic, București, 2001.
- Despre eternitatea lumii ("De aeternitate mundi"), în: Despre eternitatea lumii. Fragmente sau tratate, traducere de Alexander Baumgarten, Editura IRI, București, 1999.
- Despre unitatea intelectului împotriva averroiștilor ("De unitate intellectus contra Averroistas"), traducere de Alexander Baumgarten, Editura Decalog, Satu Mare, 1997; sau în: Despre unitatea intelectului. Fragmente sau tratate, traducere de Alexander Baumgarten, editura IRI, București, 2000.
- Despre învățător ("De magistro"), ediție bilingvă, traducere de Mariana Baluta-Skultety, Editura Humanitas, 1994.